# Hersilia alluaudi
Espèce
Hersilia alluaudi est une espèce d'araignées aranéomorphes de la famille des Hersiliidae.

## Distribution
Cette espèce se rencontre en Tanzanie et au Congo-Kinshasa.

## Description
Le mâle mesure 5 mm.

## Étymologie
Cette espèce est nommée en l'honneur de Charles Alluaud.

## Publication originale
- Berland, 1920 "1919" : Diagnoses préliminaires d'araignées d'Afrique orientale. Voyage de Ch. Alluaud et R. Jeannel (1re note). Bulletin de la Société entomologique de France, vol. 1919, p. 347-350 (texte intégral).